# Burnie International 2020
Il Burnie International 2020 è  un torneo di tennis professionistico. È la 17ª edizione del torneo, facente parte della categoria Challenger 80 nell'ambito dell'ATP Challenger Tour 2020, con un montepremi di 54 160 $. È l'11ª edizione del torneo femminile, facente parte della categoria W60 nell'ambito dell'ITF Women's World Tennis Tour 2020, con un montepremi di 60 000 $. Si è giocato dal 27 gennaio al 2 febbraio 2020 sui campi in cemento del Burnie Tennis Club di Burnie, in Australia.

## Torneo maschile

### Teste di serie
| Nazionalità   | Giocatore        | Ranking* | Testa di serie |
| ------------- | ---------------- | -------- | -------------- |
| Giappone      | Taro Daniel      | 110      | 1              |
| Germania      | Yannick Maden    | 125      | 2              |
| Canada        | Steven Diez      | 134      | 3              |
| Australia     | Alex Bolt        | 140      | 4              |
| Italia        | Lorenzo Giustino | 150      | 5              |
| Regno Unito   | Jay Clarke       | 155      | 6              |
| Serbia        | Nikola Milojević | 156      | 7              |
| Belgio        | Kimmer Coppejans | 158      | 8              |
| Australia     | Andrew Harris    | 162      | 9              |
| Germania      | Yannick Hanfmann | 167      | 10             |
| Egitto        | Mohamed Safwat   | 173      | 11             |
| Cina          | Li Zhe           | 206      | 12             |
| Taipei cinese | Wu Tung-lin      | 232      | 13             |
| Corea del Sud | Lee Duck-hee     | 236      | 14             |
| Regno Unito   | Liam Broady      | 237      | 15             |
| Germania      | Julian Lenz      | 238      | 16             |

- Rankings al 20 gennaio 2020.

### Altri partecipanti
I seguenti giocatori hanno ricevuto una wild card per il tabellone principale:
- Alexander Crnokrak
- Blake Ellis
- Matthew Romios
- Tristan Schoolkate
- Dane Sweeny

Il seguenti giocatore è entrato in tabellone comealternate:
- Liam Caruana

I seguenti giocatori sono passati dalle qualificazioni:
- Takuto Niki
- Petros Tsitsipas

## Torneo femminile

### Teste di serie
| Nazionalità | Giocatore           | Ranking* | Testa di serie |
| ----------- | ------------------- | -------- | -------------- |
| Spagna      | Sara Sorribes Tormo | 91       | 1              |
| Spagna      | Paula Badosa        | 97       | 2              |
| Australia   | Lizette Cabrera     | 121      | 3              |
| Australia   | Maddison Inglis     | 130      | 4              |
| Stati Uniti | Sachia Vickery      | 150      | 5              |
| Russia      | Kamilla Rakhimova   | 190      | 6              |
| Regno Unito | Naiktha Bains       | 201      | 7              |
| Stati Uniti | Asia Muhammad       | 216      | 8              |

- Ranking al 20 gennaio 2020.

### Altre partecipanti
Le seguenti giocatrici hanno ricevuto una wild card per il tabellone principale:
- Isabella Bozicevic
- Alexandra Bozovic
- Ellen Perez
- Ivana Popovic

Le seguenti giocatrici sono passate dalle qualificazioni:
- Mana Ayukawa
- Gabriella Da Silva-Fick
- Nagi Hanatani
- Mai Hontama
- Paige Hourigan
- Amber Marshall
- Irina Ramialison
- Himari Sato

La seguente giocatrice è entrata in tabellone comelucky loser:
- Erin Routliffe

## Campioni

### Singolare maschile
Taro Daniel ha sconfitto in finale  Yannick Hanfmann con il punteggio di 6–2, 6–2.

### Singolare femminile
Maddison Inglis ha sconfitto in finale  Sachia Vickery con il punteggio di 2–6, 6–3, 7–5.

### Doppio maschile
Harri Heliövaara /  Sem Verbeek hanno sconfitto in finale  Luca Margaroli /  Andrea Vavassori con il punteggio di 7-6(5), 7-6(4).

### Doppio femminile
Ellen Perez /  Storm Sanders hanno sconfitto in finale  Desirae Krawczyk /  Asia Muhammad con il punteggio di 6–3, 6–2.